# DJ Kool
DJ Kool, właśc. John W. Bowman Jr. (ur. 1959 w Waszyngtonie) – amerykański raper, który w późnych latach 90. wyprodukował kilka popularnych singli. W jego twórczości wyraźnie widać wpływy muzyki go-go. We wczesnych latach 80., zanim dołączył do CLR Records, Kool pracował jako DJ rozgrzewający grupy Rare Essence.
W 1996 roku nagrał swój największy przebój pt. „Let Me Clear My Throat”. Utwór, rozpoczynający się samplem z „Hollywood Swinging” zespołu Kool and the Gang, bazuje na fragmencie podkładu piosenki „The 900 Number” DJ Mark the 45 King, której to źródeł należy szukać we fragmencie „Unwind Yourself” Marva Whitney. Ostatnio DJ Kool pojawił się w dwóch utworach na płycie Willa Smitha „Lost and Found” z 2005 roku, oraz na „Liberation” Mya w 2008 roku w piosence „Ayo!”.

## Koncerty w Polsce
- 17 kwietnia 2006, Warszawa, klub The Fresh
- 7 marca 2008, Warszawa, klub The Fresh[2]

## Dyskografia
- The Music Ain’t Loud Enuff (1990)
- 20 Minute Workout (1992)
- Let Me Clear My Throat (1996)

## Single
- „Let Me Clear My Throat” (1996)